# Buennagel Peak
Der Buennagel Peak ist ein 672 m hoher und felsiger Berg im westantarktischen Marie-Byrd-Land. Er ragt 1,5 km östlich des Alexander Peak im nördlichen Teil der Haines Mountains in den Ford Ranges auf.
Der United States Geological Survey kartierte ihn anhand eigener Vermessungen und Luftaufnahmen der United States Navy aus den Jahren von 1959 bis 1965. Das Advisory Committee on Antarctic Names benannte ihn 1970 nach Lawrence Albert Buennagel (* 1942), Geomagnetologe und Seismologe auf der Byrd-Station im Jahr 1968.